# Coccophagus gurneyi
Coccophagus gurneyi är en stekelart som beskrevs av Compere 1929. Coccophagus gurneyi ingår i släktet Coccophagus och familjen växtlussteklar.
Artens utbredningsområde är:
- Italien.
- Kenya.
- Peru.

Inga underarter finns listade i Catalogue of Life.